# 곽재환
곽재환(郭在煥, 1952년 1월 2일~)은 대한민국의 건축가이다. 사람의 다섯가지 근본행위(삶,앎,놂,풂,빎)에 기초하여 ‘아가오장’(我家五場)이란 자신의 영조관(營造觀)을 세웠으며,‘아가일여’(我家一如)의 ‘집’ 짓기를 추구하였다. 대표작으로 ‘은평구립도서관’ 이 있으며, 몽환적 화풍의 그림전시회 《시베리안랩소디》와《우주에보내는건축메시지》를 열었다.

## 생애 및 경력
건축가 곽재환은 1952년 대전에서 태어나, 대전중학교와 대전공업전문학교(5년제)를 거쳐 영남대학교 건축공학과를 졸업(1974년)하였다. 군복무 후, 1980년 김중업을 만나 영향을 받았으며, 그의 문하에서 1987년까지 수석 책임자로 함께 한 일들은 ‘육군박물관’, ‘부산시 충혼탑’, 여의도 ‘국제방송센터’, 서울올림픽 ‘평화의문’, 등 다수의 작업이 있다.
그 후, 건축설계사무소 ‘맥(MAC, Message in Architecture to Cosmos)’을 설립(1987)해 독립하였으며, 동료들과 함께 '4·3 건축그룹'을 결성(1990)하여 ‘이시대 우리의 건축전’(1992-솔의집), 등을 열며 새로운 담론을 요구하는 건축문화운동을 전개하였고, 동시에 당시 한국 건축대학의 설계교육을 혁신하고자 했던 경기대학교에서 2년(1992-1994)여 동안 동참해 후학을 가르쳤다.
그리고 평생 화두로 삼은 사람의 다섯가지 근본행위(삶,앎,놂,풂,빎)에 기초하여 ‘아가오장’(我家五場)이란 자신의 영조관(營造觀)을 세웠다. 그 이상은 ‘집’의 품격이 ‘형·상합일’(形·象合一),‘ 수·시합일’(數·詩合一),‘ 내·외합일’(內·外合一)을 이루워 자연과 사람과 사회가 ‘집’을 매개로 ‘하나’가 되는 ‘아가일여’(我家一如)의 ‘집’ 짓기를 추구하는 것이며, 궁극적으로 ‘집’의 평화를 실현하고자 하는 건축이념이다. 그는 이를 석양이 모티브가 되었던 ‘은평구립도서관’에서 본격적으로 구현(1997-2001) 하였는데, “시적 서정이 가득하며, 관념의 텍토닉(Tectonics)이고, 보이지 않는 존재를 드러내는 장치로서의 건축”이라는 평을 들으며 시인건축가로 불렸다.
2003년 이후엔 건축설계 뿐만아니라 서울시립대학교(2003-2007), 영남대학교 건축디자인전문대학원(2007-2008), 삼육대학교(2009~), 등에서 자신의 건축이념과 <Poetic Architecture>, <인권건축> 등을 주제로 활발히 후진들을 지도하는 한편, 시민을 위한 도시문화계간지 ‘시티몽키(City Mongkey)’를 발행(2005) 하였고, 고한 ‘흑빛청소년문화센터’를 동우건축의 김경곤과 함께 지어내(2005-2007) 척박한 폐광촌의 주민들과 아이들에게 희망의 메시지를 전하기도 하였다.
이 시기에, 건축그룹 칸(間)을 결성(2006)했으며, ‘2007대한민국건축문화제’를 <기념에서 일상으로>라는 주제로 ‘구 서울역사’에서 기획,실행 하였고, 또한 "해방 이후 50년 동안 한국 건축은 기술, 건설적 측면만 강조되면서 문화적 측면의 갈증이 있어 왔다. “라며 일반시민을 위한 ‘건축문화학교’ 설립(2009)을 주도 하였으며, 처음 시행한 ‘서울건축문화제’의 집행위원장(2010-2011)을 맡아, <서울 100년의 꿈>이라는 주제하에 ‘열린 서울의 날’(Seoul Open Day) 등, 건축문화의 새로운 패러다임을 모색하기 위한 다양한 기획을 시도한바 있다.
그리고 2011년 시베리아 바이칼로 ‘유라시아철도 평화 대장정’을 다녀온 후, (사)동북아평화연대에서 상임대표로 활동하며 몽환적 화풍의 그림전시회<시베리안랩소디>(2012) 와 <우주에보내는건축메시지>(2013)를 열었고,  2014년 가을부터 시인 박남준, 포크가수 인디언수니와 함께 전국을 돌며 생명평화를 위한 <유랑유랑콘서트>를 진행하고 있다.
대표작으로 ‘은평구립도서관’, ‘흑빛청소년문화센터’, 등이 있으며, 한국건축문화대상, 한국건축가협회상, 서울시건축상, 대한민국공간문화대상, 문화관광부장관상, 예총예술문화상, 등 다수의 상을 수상했다.

## 이력
- 1980-1987  (주)김중업종합건축사사무소 이사.
- 1987-      (주)칸(間) 건축사사무소 대표이사.
- 2003-2007  서울시립대학교 건축학부 겸임교수.
- 2004-2005  도시문화계간지 ‘시티몽키’ 발행인.
- 2007-2008  영남대학교 건축전문대학원 겸임교수.
- 2007-2008  대한민국건축문화제 위원장.
- 2009-2012  한국건축가협회부설 ‘건축문화학교’ 교장.
- 2009-      삼육대학교 건축학과 겸임교수.
- 2010-2011  서울건축문화제 집행위원장.
- 2012-2014  동북아평화연대 상임대표.[16]

## 주요작품
- 1985-1988  서울올림픽 평화의문 / 서울
- 1995-1997  대건(DG.)빌딩 / 서울
- 1995-2000  비전힐스 골프클럽하우스 / 마석
- 1997-2001  은평구립도서관 / 서울
- 1998-2000  제일영광교회 / 서울
- 2005-2007  흑빛 청소년 문화센터 / 고한
- 2007-2010  에이블 아트센터 / 수원
- 2008-2010  자혜학교 직업전환교육센터 / 수원
- 2011-      갈현제1구역 주택재개발정비계획 / 서울
- 2013-2014  북카페 쥬라블리 / 강화

## 수상
- 건축의날 국토해양부장관 표창 (2009)
- 예총예술문화상 (2009)
- 대한민국공간문화대상 대통령상 (2007)
- 제26회 대한민국건축대전 문화관광부장관상 (2007)
- 제20회 서울특별시 건축상 은상 (2002)
- 한국건축문화대상 본상 (2001)
- 한국건축가협회상 (2001)

## 교육
- 1992~1994  경기대학교 건축학과 설계튜터
- 2003~2007  서울시립대학교 건축학부 겸임교수
- 2007~2009  영남대학교 건축디자인전문대학원 겸임교수
- 2009~2012  건축문화학교 교장
- 2009~    삼육대학교 건축학과 겸임교수

## 저서
- 1992  4·3그룹 건축작품집 (공저) - 안그라픽스
- 1994  4·3 ECHOES OF AN ERA (공저) - 4·3그룹
- 1996  제6차 중학교 기술산업검정교과서(공저) - 교학사
- 1996  제6차 고등학교 기술검정교과서(공저) - 교학사
- 2012  시베리안랩소디 - 류가헌

## 전시
- 1992  4·3그룹 이 시대 우리의 건축전 - 인공갤러리
- 1993  DMZ 예술문화운동 작업전 - 서울시립미술관
- 1995  청년작가 실험전 초대작가전 - 금호갤러리
- 2002  SAKIA. FACULTY EXHIBITION - 조선일보미술관
- 2012  시베리안 랩소디 그림전 - 갤러리류가헌[16]
- 2013  우주에 보내는 메시지 그림전 - 한뼘갤러리

## 참고
1. ↑  매혹의 건축-‘은평구립도서관’ 비탈에 선 책의 성채
2. ↑  정인하교수 (1998년 7월 20일). 《김중업 건축론》. 건축문화.
3. ↑  '4·3'그룹은 1990년 4월 3일에 곽재환, 김병윤, 도창환, 동정근, 백문기, 방철린, 승효상, 우경국, 이성관, 이일훈, 이종상, 조성룡 등 12명의 인원으로 결성되었고, 그 해 11월에 김인철, 민현식이 가입하면서 모두 14명이 되었다.
4. ↑  이주헌 기자 (1992년 12월 16일). “4·3그룹'이 시대 우리의 건축'전 주체적 건축문화 진지한 모색”. 한겨레.
5. ↑  왕대일 (2008년 5월 20일). 《삶에서 그리스도가 빛나게 하십시오》. KMC.
6. ↑  전진삼 (2003년 11월 6일). 《[건축] 우리는 숨쉬는 도서관에 간다》. 한겨레21.
7. ↑  임종업 (2013년 8월 13일). 《주민이 가장 편하게…인권 생각한 주민센터 짓는다》. 한겨레.
8. ↑  노형석 (2004년 11월 7일). 《도시문화 잡지 ‘시티몽키’ 창간》. 한겨레.
9. ↑  이용재 (2013년 8월 1일). 《딸과 함께 떠나는 건축여행》. 멘토프레스.
10. ↑  명선아 (2007년 11월). 《2007대한민국건축문화제》. 현대건축사.
11. ↑  이지은 (2009년 3월 3일). 《2009 건축문화학교》. 연합뉴스.
12. ↑  서울시청 (2010년 9월 27일). 《건축으로 만나는 서울의 100년》. 연합뉴스.
13. ↑  고영민 (2012년 6월 4일). 《동북아평아연대, 곽재환의 자선그림 전시회》. 재외동포신문.
14. ↑  송미숙 (2015년 2월 27일). 《유랑유랑콘서트》. 블로그.
15. 1 2  동북아평아연대, 곽재환의 자선그림 전시회